# William A. Lake
William Augustus Lake (* 6. Januar 1808 bei Cambridge, Dorchester County, Maryland; † 15. Oktober 1861 in Hopefield, Arkansas) war ein US-amerikanischer Politiker. Zwischen 1855 und 1857 vertrat er den vierten Wahlbezirk des  Bundesstaates Mississippi im US-Repräsentantenhaus.

## Werdegang
William Lake genoss eine gute schulische Ausbildung und studierte dann am Jefferson College in Pennsylvania. Bereits im Jahr 1831 wurde er Abgeordneter im Repräsentantenhaus von Maryland. Nach einem Umzug nach Vicksburg in Mississippi und einem Jurastudium begann er in seiner neuen Heimatstadt in seinem Beruf zu praktizieren.
Politisch war er Mitglied der kurzlebigen American Party. 1848 wurde Lake in den Senat von Mississippi gewählt. Bei den Kongresswahlen des Jahres 1854 schaffte er den Sprung in das US-Repräsentantenhaus, wo er am 4. März 1855 den Demokraten Wiley Pope Harris ablöste. Da er aber im Jahr 1856 nicht wiedergewählt wurde, konnte Lake bis zum 3. März 1857 nur eine Legislaturperiode im Kongress absolvieren.
Nach seinem Ausscheiden aus dem Kongress arbeitete Lake wieder als Rechtsanwalt. Von 1859 bis 1861 war er Abgeordneter im Repräsentantenhaus von Mississippi. Im Jahr 1861 kandidierte er für den Kongress der Konföderierten Staaten. Während des Wahlkampfs kam es mit einem politischen Gegner namens Chambers in Hopefield, das gegenüber von Memphis am westlichen Ufer des Mississippi liegt, zu einem Duell, bei dem William Lake getötet wurde.